# Kanton La Roche-Canillac
Der Kanton La Roche-Canillac war von 1790 bis 2015 ein französischer Wahlkreis im Département Corrèze und in der damaligen Region Limousin. Er umfasste elf Gemeinden im Arrondissement Tulle; sein Hauptort (frz.: chef-lieu) war La Roche-Canillac. Die landesweiten Änderungen in der Zusammensetzung der Kantone brachten im März 2015 seine Auflösung.

## Gemeinden
| Gemeinde                   | Einwohner (Stand: 2022) | Code postal | Code Insee |
| -------------------------- | ----------------------- | ----------- | ---------- |
| Champagnac-la-Prune        | 150                     | 19320       | 19040      |
| Clergoux                   | 411                     | 19320       | 19056      |
| Espagnac                   | 381                     | 19150       | 19075      |
| Gros-Chastang              | 184                     | 19320       | 19089      |
| Gumond                     | 99                      | 19320       | 19090      |
| Marcillac-la-Croisille     | 853                     | 19320       | 19125      |
| La Roche-Canillac          | 127                     | 19320       | 19174      |
| Saint-Bazile-de-la-Roche   | 123                     | 19320       | 19183      |
| Saint-Martin-la-Méanne     | 345                     | 19320       | 19222      |
| Saint-Pardoux-la-Croisille | 175                     | 19320       | 19231      |
| Saint-Paul                 | 237                     | 19150       | 19235      |